# تابع إنتاج
في الاقتصاد، يعطي تابع الإنتاج (بالإنجليزية: Production function)‏ العلاقة التقنية بين كميات المدخلات الفيزيائية وكميات مخرجات السلع. تابع الإنتاج مفهوم من المفاهيم الأساسية في المذهب السائد من النظريات النيوكلاسيكية، ويستخدم لتعريف المنتج الهامشي ولتمييز فعالية التخصيص، وهو أمر يهتم به الاقتصاد اهتمامًا كبيرًا. من أهم أهداف تابع الإنتاج معالجة فعالية التوزيع عند استعمال مدخلات عوامل الإنتاج في الإنتاج والتوزيع الناتج للدخل على هذه العوامل، والابتعاد عن المشكلات التقنية في مسائل تحقيق الفعالية التقنية، لأن هذه مسألة قد يفهمها المهندس أو المدير المهني.
لنمذجة التوابع متعددة الدخل والخرج، يستعمل الباحثون عادة توابع مسافة شبهارد أو توابع المسافة الاتجاهية، وهي تعميمات لتابع الإنتاج البسيط في الاقتصاد.
في الاقتصاد الكلي، يقدَّر إجمالي توابع الإنتاج أنه يشكل عاملًا يمكن فيه تمييز النموّ الاقتصادي والتغيرات في توزيع العوامل (مثل تجميع رأس المال المادي) وكم منها يعود إلى تقدم التكنولوجيا. ولكن بعض علماء الاقتصاد من المذاهب الاقتصادية الأخرى، يرفضون مفهوم تابع الإنتاج الإجمالي.

## نظرية توابع الإنتاج
بالعموم، الخرج الاقتصادي ليس تابعًا (رياضيًّا) للدخل، لأن أي مجموعة من المدخلات يمكن أن تنتج مجموعات مختلفة من المخرجات. لمطابقة التعريف الرياضي للتابع، يُفترض أن تابع الإنتاج واصف لأكبر مخرج يمكن الحصول عليه من أي مجموعة من المدخلات. فيكون تابع الإنتاج إذن واصفًا للحد الممثل لأكبر مخرج يمكن الحصول عليه من مجموعة من المدخلات. أو، يمكن تعريف تابع الإنتاج بأنه تعبير عن أقل قدر مطلوب من المدخلات لإنتاج مقادير معينة من المخرجات. يتيح افتراض أن أكبر مخرج يمكن الحصول عليه من المدخلات للاقتصاديين ألّا يتدخّلوا في المسائل التقنية والإدارية المرتبطة بإدراك هذا الأكبر التقني، وأن يركزوا تركيزًا خالصًا على مسألة فعالية التخصيص (أو التوزيع)، المرتبطة بالاختيار الاقتصادي الذي هو: كم نستعمل من هذا العامل الإنتاجي؟ أو الدرجة التي يمكن إليها استبدال عامل بعامل. في تابع الإنتاج نفسه، العلاقة بين المخرجات والمدخلات ليست نقدية، أي أن تابع الإنتاج ينسب المدخلات المادية إلى المخرجات المادية، ولا تظهر فيه التكاليف والأسعار.
في إطار اتخاذ القرار في شركة تتخذ قرارات اقتصادية بشأن الإنتاج —كم تستعمل من كل عامل إنتاج لتنتج كم من المخرجات— وتواجه أسعار المدخلات والمخرجات في السوق، يمثل تابع الإنتاج الإمكانيات التي تتيحها التقنيات الخارجية. تحت افتراضات معينة، يمكن استعمال تابع الإنتاج لاشتقاق منتج هامشي لكل عامل. ستختار الشركة الساعية لتعظيم الربح في منافسة تامّة (تأخذ أسعار السوق كما هي) أن تجمع المدخلات إلى أن يصبح ثمن مدخل إضافي يماثل المنتج الهامشي في المخرج الإضافي. يقتضي هذا الأمر تقسيمًا مثاليًّا للدخل الآتي من المخرجات ونسبة كل قسم إلى عامل الإنتاج المدخل، ويكون مساويًا للمنتج الهامشي لكل مدخل.
مدخلات تابع الإنتاج هي العوامل المعروفة للإنتاج وقد تمثل العوامل الأولية، مثل الأسهم. تقليديًّا، كانت عوامل الإنتاج الأولية هي الأرض والعمل ورأس المال. لا تصبح العوامل الأولية جزءًا من المنتج المخرج، ولا تتحوّل نفسها في عملية الإنتاج. في تابع الإنتاج، من حيث هو بنية نظرية، يمكن غض النظر عن العوامل الثانوية والمنتجات المتوسطة التي تستهلك في عملية الإنتاج. تابع الإنتاج ليس نموذجًا كاملًا لعملية الإنتاج: إنه يزيل العوامل الجوهرية لعمليات الإنتاج المادي، التي يقول البعض إنها أساسية، ومنها الخطأ والفوضى والهدر، واستهلاك الطاقة وإنتاج التلوث الجانبي. ولا تنمذج توابع الإنتاج عمليات المشروع حتى، إذ تهمل دور الإدارة الاستراتيجية والعملية.
تابع الإنتاج أساسي في التركيز الهامشي في الاقتصاد النيوكلاسيكي، وتعريفه للفعالية بأنها فعالية التخصيص، وتحليله لكيفية حكم أسعار السوق للفعالية التوزيعية في اقتصاد لامركزي، وتحليله لتوزيع الدخل، الذي ينسب دخل كل عامل إلى المنتج الهامشي لعامل الإنتاج.

### انتقادات لنظرية توابع الإنتاج
لنظرية توابع الإنتاج انتقادان رئيسان.

#### مفهوم رأس المال
في خمسينيات القرن العشرين وستينياته وسبعينياته، كان الجدال حيًّا في مسألة صحة توابع الإنتاج. كان الانتقاد موجّهًا أساسًا إلى توابع الإنتاج الإجمالية، ولكن توابع الإنتاج الجزئية أيضًا وضعت تحت التدقيق. بدأ الجدال عام 1953 عندما انتقدت جون روبنسون الطريقة التي يقاس بها رأس مال عامل الإنتاج، وأن فكرة نِسَب العوامل قد شتّتت الاقتصاديين. كتبت:
«إن تابع الإنتاج أداة قوية في التعليم السيئ. يُدَرَّس طالب النظرية الاقتصادية أن يكتب Q = f (L, K ) حيث L هو مقدار العمل، وK هو مقدار رأس المال وQ هو معدل مخرجات السلع. ويدرَّسون أن يفترضوا أن كل العاملين سواء، وأن يقيسوا ساعات العمل الإنساني، ويقال لهم شيء عت مشكلة المؤشر-الرقم في اختيار وحدة الخرج، ثم يُهرَعون إلى السؤال التالي، على أمل أن ينسوا السؤال عن وحدة رأس المال. وقبل أن يسألوا ذلك السؤال، يصبحون أساتذة في الجامعة، لتنتقل عادات التفكير الضبابي من جيل إلى جيل.»
حسب هذه الحجة، لا يمكن فهم رأس المال بطريقة مستقلة عن معدلات الفائدة والأجور. المشكلة هي أن هذا الاستقلال هو شرط تأسيس متساوٍ. بل وإن ميل المتساوي يساعد على تحديد أسعار العوامل النسبية، ولكن المنحني نفسه لا يمكن تأسيسه إلا بمعرفة الأسعار أصلًا.

#### الأهمية التجريبية
نتيجةً لانتقادات الأصول النظرية الضعيفة لتابع الإنتاج، ادُّعي أن النتائج التجريبية تدعم استعمال توابع الإنتاج الإجمالية النيوكلاسيكية تمامًا. ولكن أنور شيخ أظهر أنها كذلك بلا أهمية تجريبية، ما دام أن السلعة المقصودة تأتي من جهة محاسبية، لا من قوانين الإنتاج والتوزيع الأساسية.

#### الموارد الطبيعية
تغيب الموارد الطبيعية عادة في توابع الإنتاج. عندما حاول روبرت سولو وجوزيف ستيغليتز تطوير تابع إنتاج أقرب إلى الواقع بتضمين الموارد الطبيعية، فعلوا ذلك بطريقة انتقدها الاقتصادي نيكولاس جورغيسكو روجن على أنها «خدعة شعوذة»: أخفق سولو وستيغليتز في اعتبار قوانين الثرموديناميكا لأن متحولهم أتاح أن يكون رأس المال الذي صنعه البشر بديلًا كاملًا للموارد الطبيعية. لم يرد سولو ولا ستيغليتز على انتقاد جورغيسكو روجن، رغم دعوتهم إلى هذا الرد في مسألة سبتمبر 1997 في مجلة الاقتصاد الإيكولوجي.:127–136 

## تعريف
تابع الإنتاج في الاقتصاد الجزئي والاقتصاد الكلي، يمثل التابع الذي يحدد الناتج أو المخرجات (لشركة، أو للصناعة، أو للاقتصاد كله) لمجموعة ما أو توليفة معينة من المدخلات (عناصر الإنتاج). ويمكن القول انه يمثل أي معادلة أو جدول أو رسم بياني لإيضاح الحد الأقصى من الإنتاج الذي يمكن أن تحققه المؤسسة في فترة محددة باستخدام بمجموعة معينة من عوامل الإنتاج.
أي أنه يعبر عن كمية إنتاج ما خلال مدة ما، كدالة في الكميات المستخدمة من عوامل الإنتاج في العملية الإنتاجية خلال نفس الفترة.

## التمثيل الرياضي
يمكن التعبير عن دالة الإنتاج بالمعادلة :
{\displaystyle Q=f(X_{1},X_{2},X_{3},...,X_{n})}
حيث:
{\displaystyle Q} تمثل كمية الإنتاج
{\displaystyle X_{1},X_{2},X_{3},...,X_{n}} تمثل عوامل الإنتاج أوالمدخلات (مثل رأس المال والعمل والأرض أو المواد الخام).

## أمثلة على عوامل الإنتاج
- تابع إنتاج خطي :  linear production function

{\displaystyle Q=a+bX_{1}+cX_{2}+dX_{3}+...}
حيث
{\displaystyle a,b,c,d} هي العوامل أو المتغيرات التي تحدد تجريبيا.
- تابع الإنتاج كوب-دوغلاس:  Cobb-Douglas production function

{\displaystyle \,Y=c\cdot K^{\alpha }\cdot L^{\beta }}.
حيث
- Y تمثل مستوى الإنتاج
- K تمثل رأس المال
- L تمثل العمل
- c معامل التناسب
- c, α وβ هي ثوابت تحددها التكنولوجيا.

في النمذجة الاقتصادية كثير ماتستخدم الدالة التالية:
{\displaystyle Y=c\cdot K^{\alpha }\cdot L^{1-\alpha }}
في هذه الحالة بالذات (حيث المجموع β + α = 1) وعوائد السعة ثابتة. وهذا يعني أن ارتفاع مستوى المدخلات بنسبة مئوية معينة، سيسبب ارتفاع المخرجات بنفس النسبة.
- تابع الإنتاج ليونتييف:  The Leontief production function

{\displaystyle Q=\min(aX_{1},\ \ bX_{2},\ \ ...).}
وهو ينطبق على الحالات التي يجب أن تستخدم فيها المدخلات بنسب ثابتة، اعتماداً على تلك النسب، إذا تم زيادة استخدام مدخل واحد فقط من عوامل الإنتاج فإن الناتج لن يتغير.

## مثال عملي للتبسيط
مثلا إنتاج القطن يتطلب استخدام عوامل إنتاج مثل الأرض الزراعية والماء والبذور والأسمدة واليد العاملة والإدارة...

ولابد لتحقيق تحقيق أكبر دخل صافي ممكن وهو الهدف من العملية الإنتاجية أن نستعمل أفضل توليفة من عناصر الإنتاج أي فهم العلاقة بين عوامل الإنتاج المختلفة و بين مقدار الناتج الممكن الحصول عليه.